# Gare d’Avoudrey
Gare d’Avoudrey vasútállomás Franciaországban, Avoudrey településen.

## Vasútvonalak
Az állomást az alábbi vasútvonalak érintik:
- Besançon-Viotte–Le Locle-vasútvonal

## Kapcsolódó állomások
A vasútállomáshoz az alábbi állomások vannak a legközelebb:
- Gare du Valdahon (Besançon-Viotte–Le Locle-vasútvonal)
- Gare de Gilley (Besançon-Viotte–Le Locle-vasútvonal)